# Simulium kaffaense
Simulium kaffaense es una especie de insecto del género Simulium, familia Simuliidae, orden Diptera.
Fue descrita científicamente por Hadis, Wilson, Cobblah & Boakye, 2005.